# Afrithelphusa gerhildae
Afrithelphusa gerhildae is een krabbensoort uit de familie van de Potamonautidae. De wetenschappelijke naam van de soort is voor het eerst geldig gepubliceerd in 1969 door Bott.
De soort behoort tot het geslacht Afrithelphusa van zoetwaterkrabben en is endemisch in het West-Afrikaanse Guinee. Er zijn slechts drie specimens bekend die in 1957 op een locatie in Kindia werden verzameld. Sedertdien is de soort niet meer waargenomen. Het is niet bekend hoe groot de populatie en haar verspreiding is.